# Хивренко, Яким Фотиевич
Хивренко Яким Фотиевич (8 сентября 1912, Черкасская область — 4 июня 1977, Кривой Рог, Днепропетровская область) — советский руководитель в горнорудной промышленности, горный директор 3-го ранга. Кандидат технических наук (1966). Лауреат Государственной премии УССР в области науки и техники (1970).

## Биография
Родился 8 сентября 1912 года на территории нынешней Черкасской области.
С 1930 года работал в городе Кривой Рог. Член Союза рудокопов с 1930 года. Член КПСС.
В 1930—1935 годах — маркшейдер шахтоуправления имени Артёма. В 1935—1937 годах — маркшейдер шахтоуправления имени Фрунзе. В 1937—1940 годах — главный маркшейдер шахтоуправления имени Кирова. В 1941 году окончил Криворожский горнорудный институт.
Участник Великой Отечественной войны с августа 1941 года в стрелковых частях.
В 1946—1951 годах — заведующий горными работами, главный инженер шахтоуправления имени К. Либкнехта. В 1951—1958 годах — управляющий рудоуправлением имени С. М. Кирова, производственные планы рудника выполнялись на 130—150%. Затем руководил трестом «Дзержинскруда».
Организатор послевоенного восстановления Кривбасса. Инициатор внедрения технологии системы подэтажных штреков, новой техники на проходке горизонтальных выработок. Кандидат технических наук (16 апреля 1966).
Умер 4 июня 1977 года в городе Кривой Рог Днепропетровской области.

## Награды
- Государственная премия УССР в области науки и техники (21 декабря 1970) — за коренное усовершенствование методов подземной разработки мощных рудных месторождений[2];
- Орден Ленина;
- Орден «Знак Почёта»;
- Орден Октябрьской Революции;
- Орден Трудового Красного Знамени;
- Знак «Шахтёрская слава» 1—3 степеней.